# Pegylis rufomaculata
Pegylis rufomaculata är en skalbaggsart som beskrevs av Linell 1896. Pegylis rufomaculata ingår i släktet Pegylis och familjen Melolonthidae. Inga underarter finns listade i Catalogue of Life.